# Domingo Oropesa Lorente
Domingo Oropesa Lorente (ur. 10 października 1950 w Alcazar de San Juan) – hiszpański duchowny katolicki, biskup Cienfuegos na Kubie od 2007.

## Życiorys

### Prezbiterat
Święcenia kapłańskie otrzymał 15 lipca 1984. Inkardynowany do archidiecezji Toledo, przez 15 lat pracował w niej jako duszpasterz parafialny. W 1999 wyjechał jako misjonarz na Kubę i podjął pracę duszpasterską w parafiach archidiecezji Camagüey.

### Episkopat
9 lipca 2007 papież Benedykt XVI mianował go biskupem ordynariuszem diecezji Cienfuegos. Sakry biskupiej udzielił mu 15 sierpnia 2007 metropolita Camagüey - arcybiskup Juan García Rodríguez.